# Dunlap (Indiana)
Dunlap és una concentració de població designada pel cens dels Estats Units a l'estat d'Indiana. Segons el cens del 2000 tenia 5.887 habitants.

## Demografia
Segons el cens del 2000, Dunlap tenia 5.887 habitants, 2.087 habitatges, i 1.657 famílies. La densitat de població era de 537,3 habitants/km².
Dels 2.087 habitatges en un 37,2% hi vivien nens de menys de 18 anys, en un 66,3% hi vivien parelles casades, en un 9,5% dones solteres, i en un 20,6% no eren unitats familiars. En el 16,6% dels habitatges hi vivien persones soles el 7,2% de les quals corresponia a persones de 65 anys o més que vivien soles. El nombre mitjà de persones vivint en cada habitatge era de 2,82 i el nombre mitjà de persones que vivien en cada família era de 3,16.
Per edats la població es repartia de la següent manera: un 28,8% tenia menys de 18 anys, un 7,3% entre 18 i 24, un 28,1% entre 25 i 44, un 25,6% de 45 a 60 i un 10,1% 65 anys o més.
L'edat mediana era de 37 anys. Per cada 100 dones de 18 o més anys hi havia 91,9 homes.
La renda mediana per habitatge era de 52.083 $ i la renda mediana per família de 55.522 $. Els homes tenien una renda mediana de 40.802 $ mentre que les dones 25.500 $. La renda per capita de la població era de 19.733 $. Entorn del 5% de les famílies i el 6,1% de la població estaven per davall del llindar de pobresa.

## Poblacions properes
El següent diagrama mostra les poblacions més properes.